# حزقيال أنطونيو ميدينا
حزقيال أنطونيو ميدينا (بالإسبانية: Juan Antonio Medina Balenciaga)‏ (3 سبتمبر 1946 - ) هو لاعب كرة يد إسباني. شارك في الألعاب الأولمبية الصيفية 1972.

## وصلات خارجية
- حزقيال أنطونيو ميدينا على موقع أوليمبيديا (الإنجليزية)